# 7118 Kuklov
7118 Kuklov este un asteroid din centura principală de asteroizi.

## Descriere
7118 Kuklov este un asteroid din centura principală de asteroizi. A fost descoperit pe 4 noiembrie 1988 la Observatorul Kleť de Antonín Mrkos. Asteroidul prezintă o orbită caracterizată de o semiaxă mare de 2,65 ua, o excentricitate de 0,13 și o înclinație de 12,5° în raport cu ecliptica.